# Моховая (Новосибирская область)
Моховая — деревня в Татарском районе Новосибирской области. Входит в состав Никулинского сельсовета.

## География
Площадь деревни — 1227 гектаров.

## Население
| 2002 | 2007 | 2010 |
| ---- | ---- | ---- |
| 197  | ↘132 | ↘82  |

## Инфраструктура
В деревне по данным на 2007 год функционируют 1 учреждение здравоохранения и 1 учреждение образования.